# Amphoe Nong Phok

Nong Phok (หนองพอก) est un district (amphoe) situé dans la Province de Roi Et en Thaïlande. Le district a une population totale de 64 646 habitants (en 2005).

## Lieux touristiques

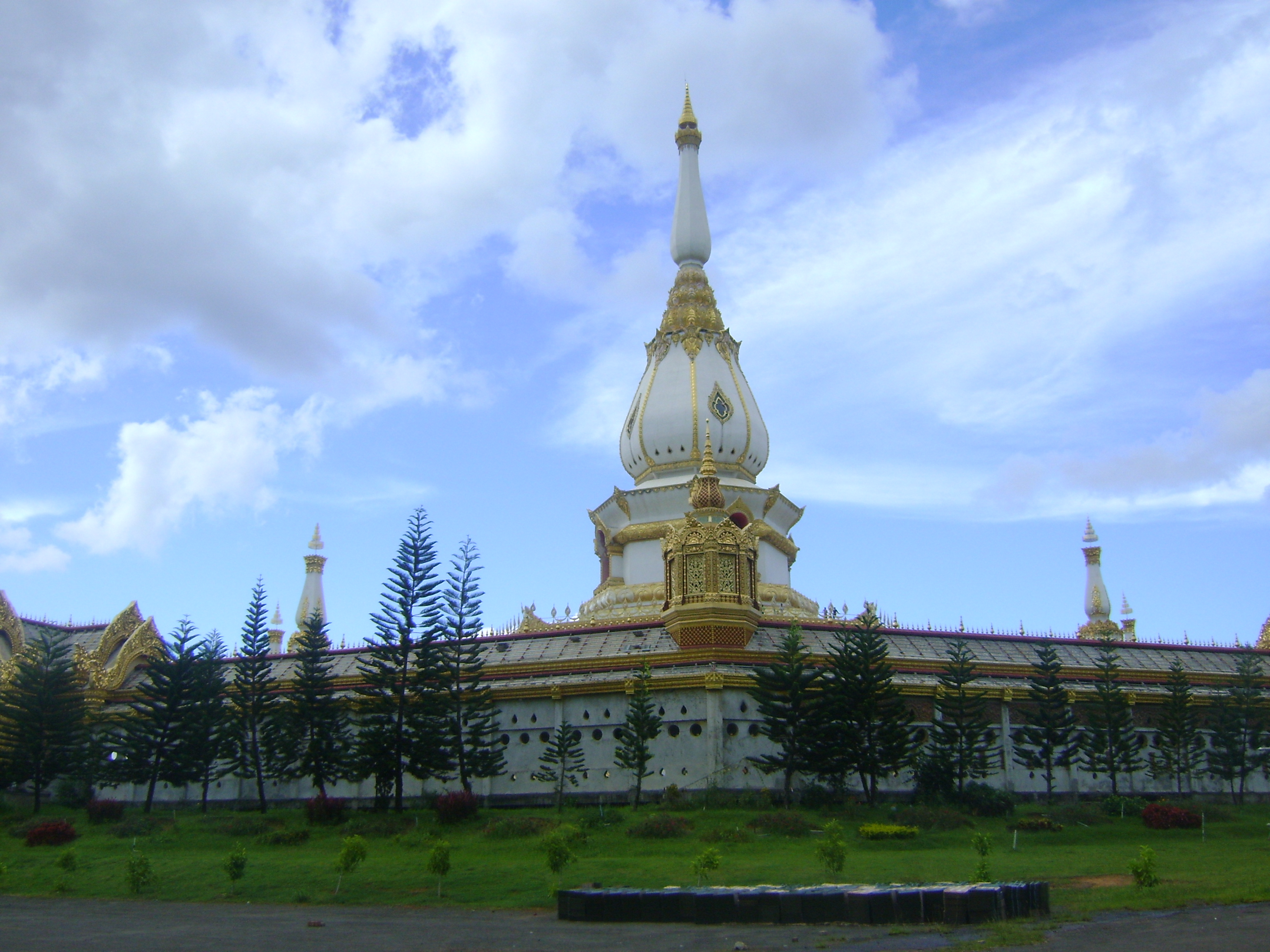
Phra Maha Chedi Chai Mongkol

Phra Maha Chedi Chai Mongkol (พระมหาเจดีชัยมงคล) est l'un des plus grands stūpa de Thaïlande. Le temple mesure 101 mètres de long sur 101 mètres de large pour une hauteur de 101 mètres de haut, l'ensemble est construit sur une surface de 101 rai, le nombre 101 faisant référence à la province de Roi Et. Bien que toujours en construction et ce depuis de nombreuses années, le temple attire de nombreux visiteurs. Les trois derniers étages sont terminés, l'étage supérieur contient des reliques du Bouddha.
Pha Nam Yoi Forest Park est un parc naturel situé dans une zone montagneuse recouverte d'une forêt dense. Un jardin botanique est présent à l'entrée du parc.